# رودريغو ليال
رودريغو ليال (بالإسبانية: Rodrigo Leal)‏ (مواليد 31 أكتوبر 1966) هو سبّاح غواتيمالي، مثّل بلاده في الألعاب الأولمبية الصيفية 1984.

## روابط خارجية
رودريغو ليال على موقع أوليمبيديا (الإنجليزية)